# Gien Karssen
Gien Karssen-Leinenga (1919 - 7 april 2014) was een Nederlandse schrijfster. In Nederland werd ze bekend door de boeken die ze schreef over vrouwen in de Bijbel. 

## Levensloop
Ze trouwde in 1944 met Aart Karssen (1913-1944). Hun huwelijk duurde slechts zes weken omdat hij werd opgepakt en weggevoerd door de Duitsers. Hij vond de dood in het concentratiekamp Neuengamme.

Karssen nam in 1948 het initiatief voor de start van het werk van de internationale evangelisatiebeweging De Navigators in Nederland. Ze viel op tijdens een conferentie in 1948 in Doorn waar ze optrad als vertaler van Dawson Trotman, de Amerikaanse oprichter van Navigators. Karssen werd gevraagd materiaal van de Navigators in het Nederlands te vertalen. Zij vertaalde Bijbelstudies van deze organisatie en verspreidde deze. Jarenlang vormde haar huis in Voorburg de basis en het kantoor voor De Navigators in Nederland. Het werk van de organisatie nam vanaf 1953 toe. De studentenbeweging won toen sterk aan bekendheid omdat het de nazorg verzorgde tijdens de evangelisatiecampagnes van de Amerikaanse evangelist Billy Graham.
Karssen is naast haar werk voor De Navigators vooral bekend van haar boeken. Zij was een de eersten die aandacht vroeg voor de positie van christenvrouwen. Een serie die zij schreef voor de jongerenorganisatie Youth for Christ leidde tot het boek Manninne (1974) en er volgden meer boeken: Nogmaals Manninne, Een vrouw naar Mijn hart, Ik en mijn huis, Als alles tegenzit en Op zoek naar rust. Haar boeken verschenen bij Kok, Navigators en Buijten & Schipperheijn. Manninne werd in meer dan veertig talen vertaald.

## Werken
- Manninne ISBN 90-6064-110-8, uitg. Buyten & Schipperheijn, Amsterdam
- Nogmaals Manninne ISBN 90-6064-099-3, uitg. Buyten & Schipperheijn, Amsterdam
- Een vrouw naar Mijn hart (over Spreuken 31) uitg. Buyten & Schipperheijn, Amsterdam
- Een vrouw zegt ja
- De man die anders was, uitg. Kok, Kampen, ISBN 90-242-4758-6
- Ik en mijn huis (over het openstellen van je eigen huis), uitg. Kok, Kampen, ISBN 90-242-7756-6
- Als alles tegenzit (over vrouwen in de Bijbel), uitg. Kok, Kampen, ISBN 90-242-6707-2
- Mensen rondom Jezus dood en opstanding', uitg. Kok, Kampen, ISBN 90-242-6830-3
- Zomaar een vrouw?, uitg. Kok, Kampen, ISBN 90-242-6562-2
- Mensen rondom Jezus' geboorte, uitg. Kok, Kampen, ISBN 90-242-6564-9
- Mensen onder elkaar (over relaties), uitg. Kok, Kampen, ISBN 90-242-2364-4
- Op zoek naar rust (meditaties) , uitg. Buyten & Schipperheijn, ISBN 90-6064-563-4
- 1 × 1 is veel (geschiedenis van 35 jaar Navigatorwerk in Nederland), ISBN 90-6064-462-X, uitg. Buyten & Schipperheijn
- Geleend bezit  uitgeverij Novapress
- Gaandeweg genoteerd  uitgeverij Novapress